# Stegasjön (Sibbarps socken, Halland)
Stegasjön är en sjö i Varbergs kommun i Halland och ingår i Ätran-Himleåns kustområde. Sjön har en area på 0,0834 kvadratkilometer och ligger 65,6 meter över havet.

## Delavrinningsområde
Stegasjön ingår i det delavrinningsområde (633537-130364) som SMHI kallar för Utloppet av Stegasjön. Medelhöjden är 104 meter över havet och ytan är 1,9 kvadratkilometer. Det finns inga avrinningsområden uppströms utan avrinningsområdet är högsta punkten. Vattendraget som avvattnar avrinningsområdet har biflödesordning 3, vilket innebär att vattnet flödar genom totalt 3 vattendrag innan det når havet efter 20 kilometer. Avrinningsområdet består mestadels av skog (92 %). Avrinningsområdet har 0,08 kvadratkilometer vattenytor vilket ger det en sjöprocent på 4,1 %.